# Malanea harleyi
Malanea harleyi är en måreväxtart som beskrevs av Joseph Harold Kirkbride. Malanea harleyi ingår i släktet Malanea och familjen måreväxter. Inga underarter finns listade i Catalogue of Life.